# إدوارد بي. كوتينغام
إدوارد بي. كوتينغام هو محامي وقاضي وسياسي أمريكي، ولد في 27 يونيو 1928 في بينتسفيل في الولايات المتحدة. انتخب عضو مجلس نواب كارولاينا الجنوبية ‏.